# 翁福培
翁福培（1932年—1991年6月10日），福建福州人，中华人民共和国外交官，曾任中华人民共和国驻曼彻斯特总领事、驻纽约总领事等职务。

## 生平
1986年1月5日，翁福培被任命为中华人民共和国驻曼彻斯特总领事。同年4月至1989年6月，任驻曼彻斯特总领事。
1989年1月5日，翁福培被任命为中华人民共和国驻纽约总领事（大使衔）。同年7月起至1991年5月，翁福培任驻纽约总领事。
1991年6月20日，翁福培逝世。